# Caloramator proteoclasticus
Caloramator proteoclasticus è una specie di batterio appartenente alla famiglia delle Clostridiaceae.